# Musse & Helium
Musse & Helium är en barnboksserie skriven av Camilla Brinck och Maria Isacsson. Serien riktar sig huvudsakligen till barn i åldern 3-12 år. Den första boken om Musse & Helium är Mysteriet med hålet i väggen från 2018.
Bokserien handlar om två talande möss, Musse och Helium, som hamnar under Camilla Brincks soffa i den mänskliga världen. Mössen råkar sedan ut för äventyr i olika världar.
Hösten 2023 hade böcker ur serien sålts i fler än 3,5 miljoner exemplar i Norden.
Hösten 2023 meddelades det att Musse & Helium ska bli långfilm. Produktionen görs tillsammans med Nordisk Film och norska Qvisten Animation och beräknas vara klar till julen år 2026.

## Böcker
1. Musse & Helium - Mysteriet med hålet i väggen. Första serien, del 1. B. Wahlströms. ISBN 9789132207440
2. Musse & Helium - Jakten på Guldosten. Första serien, del 2. B Wahlströms. ISBN 9789132210044
3. Musse & Helium - Äventyret i Lindrizia. Första serien, del 3. B Wahlströms. 2019. ISBN 9789132210631
4. Musse & Helium - I Duvjägarnas klor. Första serien, del 4. B Wahlströms. 2020. ISBN 9789132212260
5. Musse & Helium - Den sista kampen. Första serien, del 5. Bonnier Carlsen. 2020. ISBN 9789179757915
6. Musse & Helium - Den hemlighetsfulla världen. Andra serien, del 1. Bonnier Carlsen. 2021. ISBN 9789179772598
7. Musse & Helium - En oväntad vändning. Andra serien, del 2. Bonnier Carlsen. 2021. ISBN 9789179759483
8. Musse & Helium - Uppdrag på djupt vatten. Andra serien, del 3. Bonnier Carlsen. 2021. ISBN 9789179790905
9. Musse & Helium - Den låsta portalen. Andra serien, del 4. Bonnier Carlsen. 2024. ISBN 9789179797409
10. Musse & Helium – Universums fyra element. Andra serien, del 5. Bonnier Carlsen. 2025. ISBN 9789179811150